# Phare Ormos Kapsaliou
Le phare Ormos Kapsaliou, également appelé phare Kapsali est situé au Sud de l'île Cythère en Grèce. Il est achevé en 1853.

## Caractéristiques
Le phare, accolé à la maison du gardien, est une tourelle cylindrique blanche, dont le dôme de la lanterne est de couleur bleue. Il s'élève à 24 mètres au-dessus de la mer Égée.

## Codes internationaux
- ARLHS[2] : GRE-077
- NGA : 15052
- Admiralty[3] : E 4068

## Source
(en) [PDF] List of lights radio aids and fog signals - 2011 - The west coasts of Europe and Africa, the mediterranean sea, black sea an Azovskoye more (sea of Azov) (la liste des phares de l'Europe, selon la National Geospatial - Intelligence Agency)- Version 2011 - National Geospatial - Intelligence Agency